# باروت (جورجيا)
باروت (بالإنجليزية: Parrott, Georgia)‏ هي بلدة تقع في مقاطعة تيريل بولاية جورجيا في الولايات المتحدة. تبلغ مساحتها 2 (كم²)، وترتفع عن سطح البحر 140 م، بلغ عدد سكانها 156 نسمة في عام 2000 حسب إحصاء مكتب تعداد الولايات المتحدة وتصل الكثافة السكانية فيها 78 نسمة/كم2.

## أعلام
- جوانا مور

## وصلات خارجية
- The US50 - Cities and Towns in Georgia State
- Georgia Cities and Towns, Facts, Map, Flag, Colleges, Government, and More